# توزیع برق

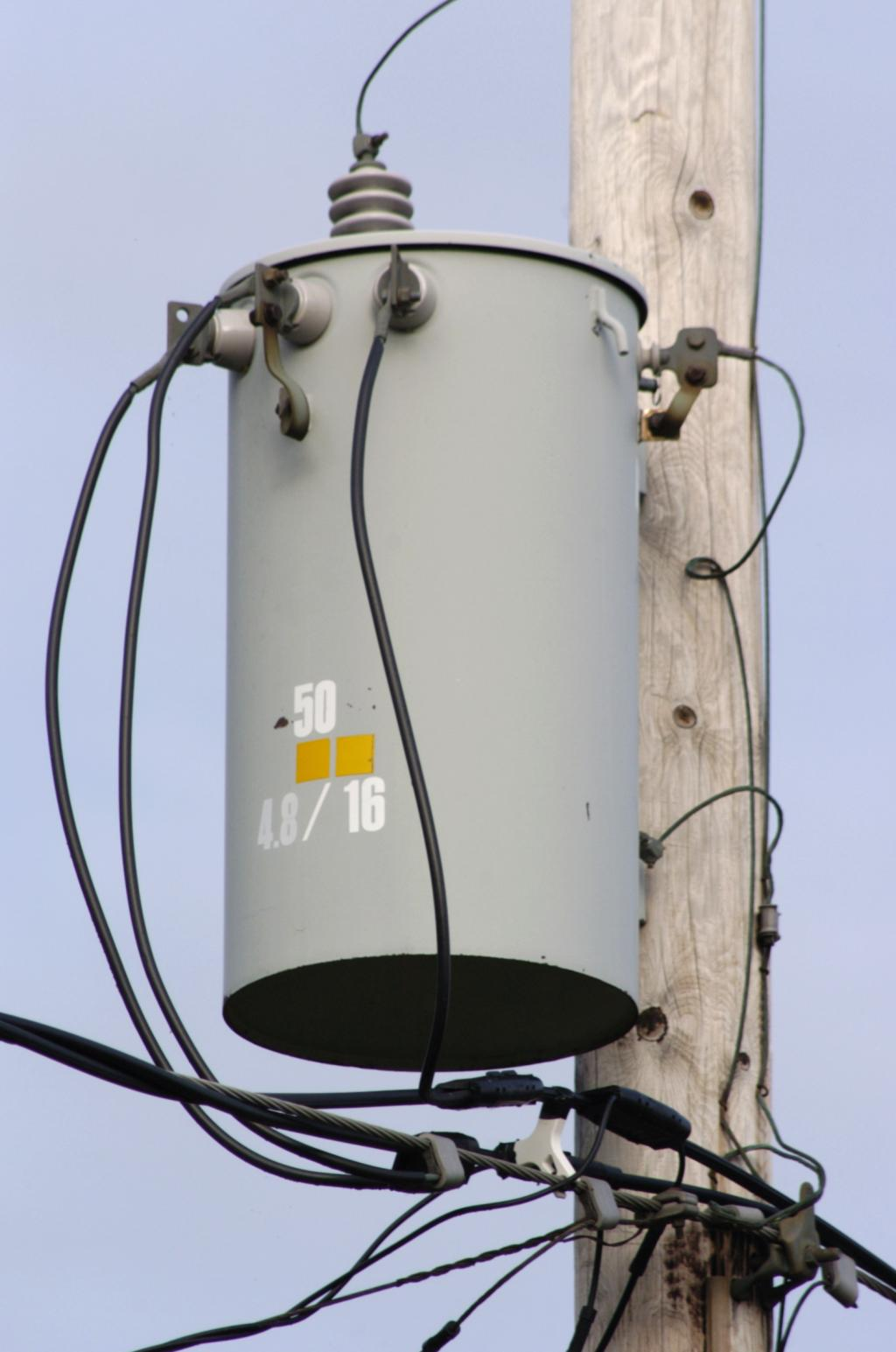
ترانس توزیع ۵۰ کیلو ولت‌آمپر

توزیع برق، مرحله نهایی تحویل برق است، برق را از سیستم انتقال به مصرف‌کنندگان شخصی انتقال می‌دهد. پستهای توزیع به سیستم انتقال متصل شده و ولتاژ انتقال را به ولتاژ متوسط بین ۲ کیلو و ۳۵ کیلو ولت با استفاده از ترانسفورماتور کاهش می‌دهند. خطوط توزیع اولیه این ولتاژ متوسط را به ترانسفورماتورهای توزیع در نزدیکی محل‌های مشتری منتقل می‌کنند. ترانسفورماتور توزیع دوباره ولتاژ را به ولتاژ بهره‌برداری استفاده شده توسط نور، تجهیزات صنعتی یا لوازم خانگی کاهش می‌دهد. اغلب برخی از مشتریان از یک ترانسفورماتور از طریق خطوط توزیع ثانویه تأمین می‌شوند. مشتریان تجاری و مسکونی به خطوط توزیع ثانویه از طریق قطعه خدمات(Service drop) متصل می‌شوند. مشتریانی که تقاضای مقدار بسیار بالایی از قدرت می‌کنند، می‌توانند به‌طور مستقیم به سطح توزیع اولیه یا سطح زیر انتقال انتقال پیدا کنند.

طرح کلی شبکه‌های برق. ولتاژ و بارگذاری‌ها یک شبکه اروپایی هستند.

انتقال از ارسال به توزیع در یک پست برق اتفاق می‌افتد، که دارای توابع زیر است.
- · قطع کننده‌های مدار و سوئیچ‌ها اجازه می‌دهند که ایستگاه از شبکه انتقال قطع شود یا برای خطوط توزیع قطع شود. · ترانسفورماتورها ولتاژهای انتقال ولتاژ ۳۵ کیلو ولت یا بیشتر را به ولتاژ توزیع اولیه کاهش می‌دهند. این‌ها مدارهای ولتاژ متوسط هستند که معمولاً ۶۰۰ تا ۳۵۰۰۰ ولتاژ دارند. · از ترانسفورماتور، برق به شینه می‌رود که می‌تواند قدرت توزیع را در جهات مختلف تقسیم کند. این شینه برق را به خطوط توزیع، توزیع می‌کند که درمیان مشتریان پرطرفدار است.

توزیع شهری عمدتاً در زیر زمین، گاهی در مجتمع‌های عمومی مشترک است. توزیع روستایی عمدتاً در سطح زمین با قطب‌های کاربردی است و توزیع حومه هم ترکیبی است. نزدیک تر به مشتری، یک ترانسفورماتور توزیع، قدرت توزیع اولیه را به یک مدار ثانویه ولتاژ پایین، معمولاً 120 / 240V در ایالات متحده برای مشتریان مسکونی می‌کشد. برق از طریق یک کابل و یک کنتور به مشتری می‌رسد. مدار نهایی در یک سیستم شهری ممکن است کمتر از ۵۰ فوت (۱۵ متر) باشد اما ممکن است بیش از ۳۰۰ فوت (۹۱ متر) برای یک مشتری روستایی باشد.

## تاریخ

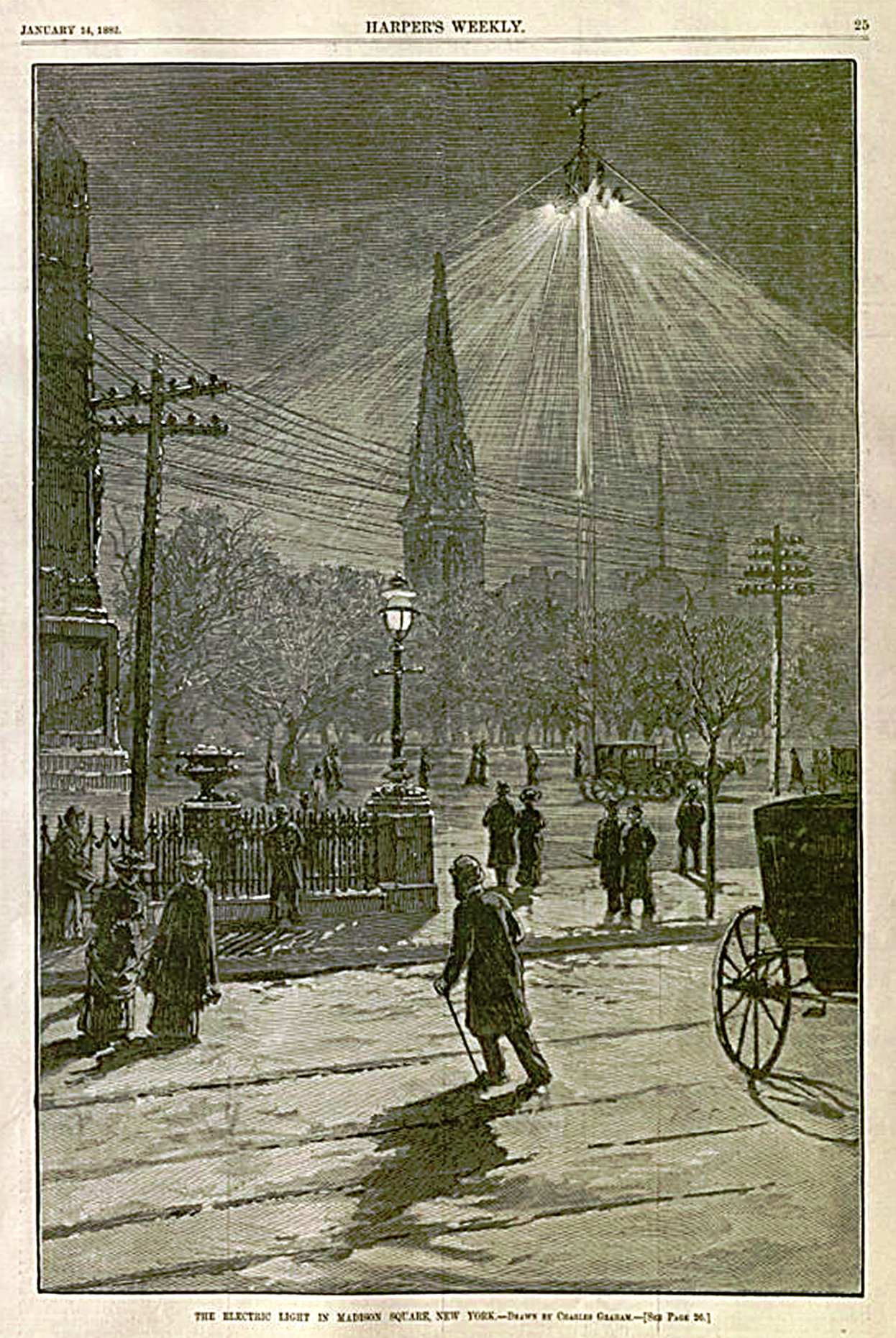
اواخر دهه ۱۸۷۰ و اوایل دهه ۱۸۸۰ معرفی سیستم نورپردازی لامپ با استفاده از خارج از منزل یا در فضاهای بزرگ داخلی مانند این سیستم براش الکتریک در سال ۱۸۸۰ در شهر نیویورک نصب شد.

توزیع برق فقط در دهه ۱۸۸۰ زمانی که برق در نیروگاه‌ها شروع به تولید کرد، ضروری شد. پیش از آن برق معمولاً در جایی که از آن استفاده می‌شد تولید می‌شد.
اولین سیستم‌های توزیع برق نصب شده در شهرهای اروپایی و ایالات متحده برای تأمین روشنایی مورد استفاده قرار گرفت: روشنایی قوس قابل اجرا در ولتاژ بسیار بالا (حدود ۳۰۰۰ ولت) جریان متناوب (AC) یا جریان مستقیم (DC) و روشنایی رشته‌ای با ولتاژ پایین (۱۰۰ ولت) جریان مستقیم. هر دو سیستم‌های روشنایی گاز را عوض می‌کردند، چراغ قوسی که در منطقه وسیع و روشنایی خیابان‌ها قرار می‌گرفت و روشنایی‌های رشته‌ای جایگزین گاز برای کسب و کار و روشنایی مسکونی شد.
با توجه به ولتاژ بالا مورد استفاده در روشنایی قوس، یک ایستگاه تولید تنها می‌تواند یک رشته طولانی از چراغ‌ها، مدارهای طولانی تا ۷ مایل (۱۱ کیلومتر) را فراهم کند. هر دو برابر کردن ولتاژ اجازه می‌دهد که یک کابل اندازه یکسان برای انتقال یک مقدار یکسان قدرت چهار برابر فاصله از راه دور برای از دست دادن قدرت داده شده. سیستم‌های نورپردازی لامپ‌های روشنایی مستقر در حال حاضر، به عنوان مثال اولین ایستگاه خیابانی Edison Pearl که در سال ۱۸۸۲ نصب شده بود، مشکل تأمین مشتریان بیش از یک مایل فاصله را داشت. این به دلیل سیستم ۱۱۰ ولت در سراسر سیستم، از ژنراتورها تا استفاده نهایی بود. سیستم DC ادیسون نیازمند کابل‌های هادی ضعیف مس بود و نیروگاه‌های تولیدی باید در حدود ۱٫۵ مایل (۲٫۴ کیلومتر) از دورترین مشتری برای جلوگیری از هدایت بیش از حد بزرگ و گرانبها می‌بودند.

## مقدمه ای از ترانسفورماتور
انتقال برق از راه دور در ولتاژ بالا و سپس کاهش آن به ولتاژ پایین‌تر برای روشنایی تبدیل به یک معیار مهندسی شناخته شده برای توزیع برق با بسیاری از راه حل‌های بسیار نارضایت بخش، توسط شرکت‌های نورپردازی مورد آزمایش قرار گرفت. در اواسط دهه ۱۸۸۰، با پیشرفت ترانسفورماتورهای عملکردی، پیشرفت‌هایی را تجربه کردیم که باعث شد تا ولتاژ AC به ولتاژ انتقال بسیار بالاتر برسد و سپس به ولتاژ مصرف‌کننده پایین‌تر برسد. با استفاده از هزینه‌های انتقال ارزان‌تر و اقتصاد بزرگتر از مقیاس بزرگ داشتن نیروگاه‌های تولیدکننده کل شهرهای و مناطق، استفاده از AC به سرعت گسترش یافت.
در ایالات متحده رقابت بین جریان مستقیم و متناوب در اواخر دهه ۱۸۸۰ به شکل «جنگ جریانها» تبدیل شد، هنگامی که توماس ادیسون حمله به جورج وستینگهاوس و توسعه اولین سیستمهای ترانسفورماتور AC خود را آغاز کرد، و متذکر شد همه مرگ و میرهای ناشی از سیستم‌های با ولتاژ بالا در طول سالها و ادعای هر سیستم AC به‌طور ذاتی خطرناک است. کمپین تبلیغات ادیسون در سال ۱۸۹۲ با تغییر شرکت آن به AC، عمر کوتاهی داشت.
AC تبدیل شد به شکل غالب انتقال قدرت با نوآوری در اروپا و ایالات متحده در طراحی‌های موتور الکتریکی و توسعه سیستم‌های جهانی مهندسی اجازه دادن به تعداد زیادی از سیستم‌های میراث متصل شوند به شبکه‌های بزرگ AC.
در نیمه اول قرن بیستم، در بسیاری از نقاط، صنعت برق به‌طور عمودی یکپارچه شد، به این معنی که یک شرکت تولید، انتقال، توزیع، اندازه‌گیری و صدور صورت حساب را انجام داد. در دهه‌های ۱۹۷۰ و ۱۹۸۰، کشورها روند کنترل و خصوصی‌سازی را آغاز کردند و به بازارهای برق منجر شدند. سیستم توزیع همچنان تنظیم می‌شود، اما تولید، خرده فروشی و گاهی سیستم‌های انتقال به بازارهای رقابتی تبدیل می‌شوند.

## تولید و انتقال
برق از یک ایستگاه تولید شروع می‌شود، جایی که تفاوت بالقوه می‌تواند تا ۳۳۰۰۰ ولت باشد. AC معمولاً استفاده می‌شود. کاربران از مقادیر زیادی از برق DC مانند برخی از سیستم‌های برق سیستم راه‌آهن، مبادلات تلفنی و فرایندهای صنعتی مانند ذوب آلومینیوم از یکسو کننده‌ها برای به دست آوردن DC از منابع عمومی AC استفاده می‌کنند، یا ممکن است سیستم‌های تولید خود را داشته باشند. DC ولتاژ بالا می‌تواند برای جداسازی سیستم‌های متناوب جریان یا کنترل میزان انتقال برق سودمند باشد. به عنوان مثال، هایدرو-کبک دارای خط مستقیم جریان است که از منطقه خلیج جیمز به بوستون می‌رود.
آن از ایستگاه تولیدی به سوئیچینگ ایستگاه تولیدی می‌آید که در آن یک ترانسفورماتور پیشرفته ولتاژ را به سطح مناسب انتقال می‌دهد، از ۴۴ کیلو ولت تا ۷۶۵ کیلو ولت. هنگامی که در سیستم انتقال، برق از هر نیروگاه با برق تولید شده در جای دیگر ترکیب شده‌است. تقریباً صفر تأخیر بین تولید و مصرف برق وجود دارد، زیرا ولتاژ در نزدیکی سرعت نور حرکت می‌کند.

## توزیع اولیه
رنج ولتاژهای توزیع اولیه از ۴ کیلو ولت تا ۳۵ کیلوولت فاز به فاز (۲٫۴ کیلو ولت تا ۲۰ کیلوولت در فاز خنثی) فقط مصرف‌کنندگان بزرگ به‌طور مستقیم از ولتاژ توزیع تغذیه می‌شوند؛ بیشترین مشتریان برق به یک ترانسفورماتور متصل می‌شوند، که ولتاژ توزیع را به ولتاژ بهره‌برداری پایین، ولتاژ منبع یا ولتاژ اصلی که توسط سیستم‌های روشنایی و سیم کشی داخلی استفاده می‌شود را کاهش می‌دهد.

### پیکربندی شبکه

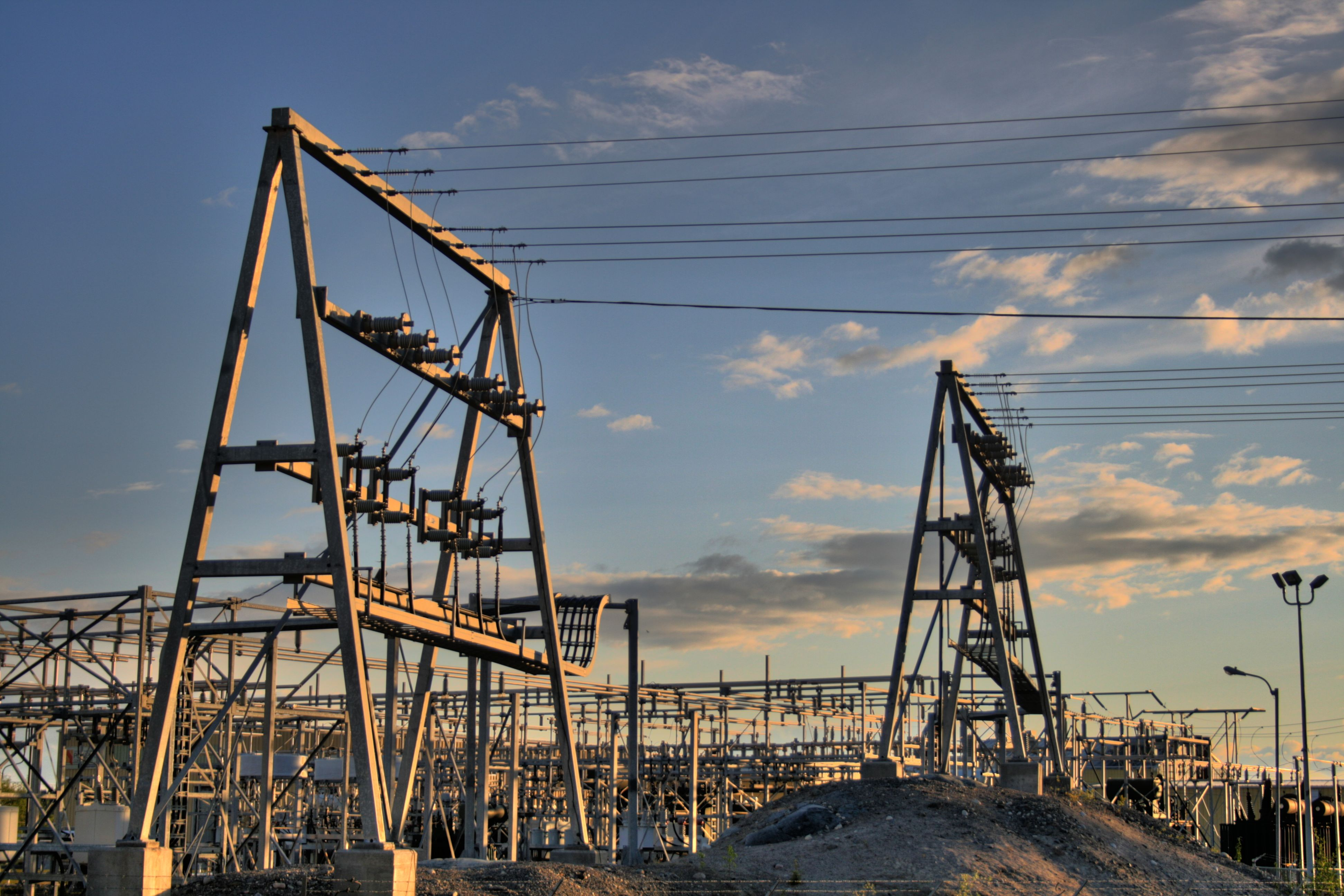
زیرزمین در نزدیکی یلونایف در مناطق شمال غربی کانادا

شبکه‌های توزیع به دو نوع، شعاعی یا شبکه تقسیم می‌شوند. یک سیستم شعاعی مانند یک درخت که هر مشتری دارای یک منبع تأمین است مرتب شده‌است. یک سیستم شبکه چندین منبع تأمین را به‌طور موازی فعال می‌کند. شبکه‌های نقطه ای برای بارهای متمرکز استفاده می‌شود. سیستم‌های شعاعی معمولاً در مناطق روستایی یا حومه مورد استفاده قرار می‌گیرند.
سیستم‌های شعاعی معمولاً شامل اتصالات اضطراری می‌شوند که در صورت بروز مشکل می‌توان سیستم را مجدداً تنظیم کرد، مانند خطا یا نگهداری برنامه‌ریزی شده. این را می‌توان با بازکردن و بستن سوئیچ‌ها برای جداسازی بخش خاصی از شبکه انجام داد
فیدرهای طولانی تجربه کاهش ولتاژ (اعوجاج فاکتور قدرت) نیاز به نصب خازن‌ها یا تنظیم کننده‌های ولتاژ دارند.
تنظیم مجدد، با تبادل لینک‌های کاربردی بین عناصر سیستم، نشان دهنده یکی از مهم‌ترین اقداماتی است که می‌تواند عملکرد عملیاتی یک سیستم توزیع را بهبود بخشد. مشکل بهینه‌سازی از طریق تنظیم مجدد سیستم توزیع برق، از لحاظ تعریف آن، یک مسئلهٔ هدف تاریخی با محدودیت‌ها است. از سال ۱۹۷۵، زمانی که مرلین و بک ایده سیستم بازپخت سازی سیستم توزیع برای کاهش خسارت فعال را معرفی کردند، تا امروز بسیاری از محققان روش‌های متنوع و الگوریتم‌هایی را برای حل مسئله بازنگاری به عنوان یک مسئلهٔ هدف ارائه کرده‌اند. بعضی از نویسندگان روشهای مبتنی بر بهینه‌سازی پارتو(Pareto) (از جمله ضریب توان فعال و شاخص‌های قابلیت اطمینان به عنوان اهداف) را پیشنهاد کرده‌اند. برای این منظور، روشهای مبتنی بر هوش مصنوعی مختلف مورد استفاده قرار گرفته‌است: میکروگنتیک(microgenetic)، مبادله شاخه، بهینه‌سازی ذرات و الگوریتم ژنتیک مرتب‌سازی ناغالب.

### خدمات روستایی
سیستم‌های الکتریکی روستایی به دلیل فاصله‌های طولانی تحت پوشش خطوط توزیع، از ولتاژ توزیع بیشتر استفاده می‌کنند (نگاه کنید به اداره برق الکتریکی روستایی). ۷٫۲، ۱۲٫۴۷، ۲۵ و ۳۴٫۵ کیلو ولت در ایالات متحده رایج است؛ ۱۱ کیلو و ۳۳ کیلو ولت در انگلستان، استرالیا و نیوزیلند رایج هستند؛ ۱۱ کیلو و ۲۲ کیلو ولت در آفریقای جنوبی رایج است؛ ۱۰، ۲۰ و ۳۵ کیلو ولت در چین رایج است. سایر ولتاژها گاهی مورد استفاده قرار می‌گیرند.
خدمات روستایی به‌طور معمول سعی می‌کنند تعداد قطب‌ها و سیم‌ها را به حداقل برسانند. از ولتاژهای بالاتر (از توزیع شهری) استفاده می‌کند که به نوبه خود اجازه استفاده از سیم فولادی گالوانیزه را می‌دهد. سیم فولادی قوی اجازه فاصله گذاری بین قطب‌های پهن ارزان قیمت را می‌دهد. در مناطق روستایی یک ترانسفورماتور قطب‌شده ممکن است تنها به یک مشتری خدمت بدهد. در نیوزیلند، استرالیا، ساسکاچوان، کانادا و آفریقای جنوبی، سیستمهای بازگشت زمین تنها با سیم (SWER) برای برق از مناطق دورافتاده روستایی استفاده می‌شود.
سرویس سه فاز، برق را برای تسهیلات بزرگ کشاورزی، تأسیسات پمپاژ نفت، گیاهان آبی یا سایر مشتریانی که بارهای زیادی دارند (تجهیزات سه فاز) فراهم می‌کند. در آمریکای شمالی، سیستم‌های توزیع سربار ممکن است سه فاز، چهار سیم، با یک هادی خنثی باشد. سیستم توزیع روستایی ممکن است دارای مجراهای طولانی از هادی تک فاز ویک خنثی می‌باشد. در کشورهای دیگر یا در مناطق روستایی بزرگ، سیم خنثی به زمین متصل می‌شود تا از آن به عنوان بازگشت استفاده شود (بازگشت زمین به سیم تک سیم). این یک سیستم ناخواسته wye نامیده می‌شود.

## توزیع ثانویه

نقشه جهانی ولتاژ و فرکانس‌های اصلی

برق با فرکانس ۵۰ یا ۶۰ هرتز، بسته به منطقه، تحویل می‌شود. این به مشتریان داخلی به عنوان یک منبع برق تک فاز تحویل داده می‌شود. در بعضی از کشورها مانند اروپا یک عرضه سه فاز ممکن است برای املاک بزرگتر در دسترس قرار گیرد. منبع تغذیه داخلی در آمریکای شمالی مانند یک موج سینوسی با یک اسیلوسکوپ دیده می‌شود، نوسان بین -۱۷۰ ولت و ۱۷۰ ولت، ولتاژ مؤثر ۱۲۰ ولت RMS. برق سه فاز از لحاظ قدرت عرضه شده در هر کابل استفاده می‌شود و بیشتر مناسب موتورهای الکتریکی بزرگ است. بعضی از اسبابهای بزرگ اروپایی ممکن است توسط برق سه فاز، مانند اجاق‌های الکتریکی و خشک کن‌های لباس طراحی شده باشند.
اتصال زمین به‌طور معمول برای سیستم مشتری و همچنین برای تجهیزات متعلق به این ابزار ارائه می‌شود. هدف اتصال سیستم مشتری به زمین محدود کردن ولتاژ است که ممکن است به خاطر اتصال هادی‌های ولتاژهای بالا به هادی‌های ولتاژ پایین‌تر) که معمولاً پایین‌تر از زمین قرار می‌گیرند (یا برای حالتی که یک شکست در یک ترانسفورماتور توزیع اتفاق بیفتد، باشد. سیستم‌های زمینی می‌توانند TT,TN-S،TN-C-S یا TN-C باشند.

### تغییرات منطقه ای

#### سیستم‌های ۲۲۰–۲۴۰ ولت
اکثر کشورهای جهان از ۵۰ هرتز ۲۲۰ یا ۲۳۰ ولت تک فاز یا ۴۰۰ ولت ۳ فاز برای خدمات مسکونی و صنعتی سبک استفاده می‌کنند. در این سیستم، شبکه توزیع اولیه، چند ایستگاه در هر منطقه را تأمین می‌کند و برق۲۳۰/ ۴۰۰ ولت از هر پست به‌طور مستقیم به کاربران نهایی در منطقه ای که به‌طور معمول کمتر از ۱ کیلومتر رادیان است، توزیع می‌شود. سه سیم زنده (گرم) و خنثی به یک ساختمان سه فاز متصل می‌شوند. توزیع تک فاز، با یک سیم زنده و خنثی در داخل کشور استفاده می‌شود که کل بارهای کم نور هستند. در اروپا، برق به‌طور معمول برای صنعت و استفاده خانگی از طریق سیستم سه فاز، چهار سیم توزیع می‌شود. این به یک ولتاژ فاز به فاز ۴۰۰ ولت WYE و یک ولتاژ تک فاز ۲۳۰ ولت بین هر فاز و خنثی می‌دهد. در انگلستان پست الکترونیکی معمولی شهری یا حومه ای کم ولتاژ معمولاً بین 150 kVA و ۱ مگاوات امتیاز داده می‌شود و کل محله چند صد خانه را تأمین می‌کند. ترانسفورماتورها به‌طور متوسط بر روی یک بار به‌طور متوسط ۱ تا ۲ کیلووات در هر خانوار اندازه می‌گیرند، و فیوز سرویس و کابل به اندازه ای است که به هر یک از اموال اجازه می‌دهد تا حداکثر بار تقریبی ده برابر آن را به دست آورد. برای مشتریان صنعتی، ۳ فاز ۶۹۰/۴۰۰ ولت نیز در دسترس است یا ممکن است به صورت محلی تولید شود. مشتریان بزرگ صنعتی دارای ترانسفورماتورهای شخصی خود با ورودی ۱۱ کیلو ولت تا ۲۲۰ کیلو ولت هستند.

#### سیستم‌های ۱۰۰–۱۲۰ ولت
اکثر آمریکا از سیستم ۶۰ هرتز AC، سیستم فاز ۱۲۰/۲۴۰ ولت و در سه فاز برای تأسیسات بزرگ استفاده می‌کنند. ترانسفورماتورهای آمریکای شمالی اغلب خانه‌های خود را در ۲۴۰ ولت مشابه با ۲۳۰ ولت اروپا می‌گیرند. این اسپلیت فاز است که اجازه استفاده از ۱۲۰ ولت در خانه را می‌دهد.

فرکانس‌های کاربردی ژاپن 50 Hz و 60 Hz.

در بخش الکتریکی در ژاپن، ولتاژ استاندارد ۱۰۰ وات است، با استفاده از هر دو فرکانس ۵۰ و ۶۰ هرتز AC. بخش‌هایی از کشور از ۵۰ هرتز استفاده می‌کنند، در حالی که بخش‌هایی دیگر از ۶۰ هرتز استفاده می‌کنند. این یک اثر از ۱۸۰۰ است. بعضی از ارائه دهندگان محلی در توکیو ۵۰ هرتز تجهیزات آلمانی را وارد کردند، در حالی که تأمین کنندگان محلی در اوزاکا ژنراتورهای ۶۰ هرتز از ایالات متحده را آوردند. شبکه‌ها تا زمانیکه کل کشور سیم کشی شده بود رشد کرد. امروزه فرکانس در شرق ژاپن50Hz (از جمله توکیو، یوکوهاما، توکوکو و هوکایدو) و ۶۰ هرتز در غرب ژاپن (از جمله ناگویا، اوزاکا، کیوتو، هیروشیما، شیکوکو و کیوشو) است.
اکثر لوازم‌های خانگی برای کار در هر دو فرکانس ساخته شده‌اند. مشکل ناسازگاری زمانی رخ داد که زمین لرزه و سونامی تئووکو در سال ۲۰۱۱ حدود یک سوم ظرفیت شرقی را نابود کرد و برق در غرب نمی‌توانست به‌طور کامل با شرق به اشتراک گذاشته شود، تا زمانیکه کشور یک فرکانس رایج ندارد.
چهار ایستگاه مبدل جریان مستقیم با ولتاژ بالا (HVDC) وجود دارد که نیرو را در مرز فرکانس AC ژاپن حرکت می‌دهد. شین شینانو(Shin Shinano) یک ایستگاه HVDC پشت به پشت در ژاپن است که یکی از چهار ایستگاه تعویض فرکانس است که شبکه‌های غربی و شرقی ژاپن را بهم متصل می‌کند. سه نفر ایستگاه دیگر Higashi-Shimizu, Minami-Fukumitsu و Sakuma Dam هستند که با هم می‌توانند تا ۱٫۲ گیگاوات برق به شرق یا غرب منتقل کنند.

#### سیستم‌های ۲۴۰ ولت و خروجی‌های ۱۲۰ ولت
بسیاری از خانه‌های مدرن آمریکای شمالی برای دریافت ۲۴۰ ولت از ترانسفورماتور سیم کشی شده‌اند و از طریق استفاده از برق اسپلیت فاز می‌توانند مخازن ۱۲۰ ولت و ۲۴۰ ولت را داشته باشند. ۱۲۰ ولت معمولاً برای روشنایی و اکثر رسانه‌های دیجیتال استفاده می‌شود. خروجی‌های ۲۴۰ ولت معمولاً برای خدمت به اجاق و پخت‌وپز، آبگرمکن و خشک کن لباس (در صورت استفاده از برق، به جای استفاده از گاز طبیعی) قرار می‌گیرند. گاهی یک خروجی ۲۴۰ ولت در گاراژ برای ماشین آلات یا برای شارژ یک ماشین الکتریکی نصب می‌شود.